# Quốc Anh (nghệ sĩ chèo)
Quốc Anh (sinh năm 1962) là một nghệ sĩ chèo và nghệ sĩ hài Việt Nam. Ông được phong tặng danh hiệu Nghệ sĩ Nhân dân. Hiện ông đang giữ quyền giám đốc Nhà hát Chèo Hà Nội từ năm 2018

## Tiểu sử
Ông tên thật Hoàng Quốc Anh, sinh năm 1962 tại huyện Vĩnh Lộc, tỉnh Thanh Hóa.
Ông có hai đời vợ. Vợ hai kém ông hai tuổi.

## Sân khấu
- Trạng Quỳnh... Trạng Quỳnh
- Truyện ông Thủ Thiệm... Thủ Thiệm
- Xã Trưởng Mẹ Đốp...Xã Trưởng

## Phim

### Phim điện ảnh
- Linh miêu: Quỷ nhập tràng

### Phim truyền hình
- Ám ảnh xanh ... Năm Thành
- Trò đời ... Ông Cố Hồng
- Vị tướng tình báo và hai bà vợ ... Lý trưởng
- Trò chơi sinh tử ... Nguyễn Tuân

### Hài
- Thầy rởm... Lang rỗ
- Râu quặp... Lý lác
- Lên voi... Ông Phởn
- Chôn nhời... Lý trưởng
- Giấc mơ của chí phèo ... Bá Kiến
- Không hề biết giận ... Quan huyện
- Thói đời ...
- Sắc phong... Lý trưởng
- Ai là chưởng lễ... Phú ông

### Sitcom
- Nhà nông vui vẻ ... Ông Dần
- Hài dân gian VTV Cab